# لیگ دسته اول فوتبال دانمارک
لیگ دسته اول فوتبال دانمارک (انگلیسی: Danish 1st Division) دومین لیگ معتبر فوتبال در کشور دانمارک است که در سال ۱۹۴۵ بنیان‌گذاری شده و زیر نظر اتحادیه فوتبال دانمارک برگزار می‌شود.